# 神谷忠孝
神谷 忠孝（かみや ただたか、1937年6月5日 - ）は、日本近代文学研究者（昭和文学）。北海道大学名誉教授。北海道立文学館第4代理事長。

## 略歴
北海道帯広市生まれ。北海道帯広三条高等学校を経て、1962年北海道大学文学部国文科卒（恵迪寮OB)。67年同大学院博士課程中退。帯広大谷短期大学助教授、70年中央大学助教授。76年北海道大学助教授、のち教授、2001年定年退官、名誉教授。北海道文教大学外国語学部教授。2014年北海道新聞文化賞、2016年北海道文化賞受賞。
札幌市厚別区在住。2011年から、サンピアザ劇場で上演された優秀な作品を表彰する「神谷演劇賞」を自費で主催した。

## 著書
- 『横光利一論』双文社出版 1978.10
- 『保田与重郎論』雁書館 1979.9
- 『日本のダダ』響文社 1987.9
- 『葛西善蔵論 雪をんなの美学』響文社 1992.11

### 共編著
- 『昭和文学思潮』布野栄一共編著 新典社 1971
- 『文学の形成』川上富吉,長崎健共編 桜楓社 1973
- 『現代文芸評論』高橋春雄,吉田熈生共編 双文社出版 1974
- 『保田与重郎書誌』奥出健共編 笠間書院 1979.11
- 『横光利一』(日本文学研究大成) 国書刊行会 1991.8
- 『太宰治全作品研究事典』安藤宏共編 勉誠社 1995.11
- 『南方徴用作家 戦争と文学』木村一信共編 世界思想社 1996.3
- 『向田邦子鑑賞事典』井上謙共編 翰林書房 2000.7
- 『横光利一事典』井上謙,羽鳥徹哉共編 おうふう 2002.10
- 『「文学」としての小林多喜二』北条常久,島村輝共編 、「国文学解釈と鑑賞」別冊 至文堂 2006.9
- 『〈外地〉日本語文学論』木村一信共編 世界思想社 2007.3